# دافيد باراميدزه
دافيد باراميدزه David Baramidze (ولد في 27 سبتمبر 1988) لاعب شطرنج ألماني يحمل لقب أستاذ كبير.
- ولد في تبليسي عاصمة جورجيا.
- حصل على لقب أستاذ كبير عام 2004، مما جعله أصغر ألماني يحصل على اللقب.
- فاز بالمركز الثاني في بطولة العالم للشطرنج للشباب عام 2004.
- مثل ألمانيا عام 2008 في أولمبياد الشطرنج التي أقيمت في مدينة دريسدن.
- بلغ تصنيف إيلو خاصته 2613 في يناير 2018.

## روابط خارجية
- دافيد باراميدزه على موقع الاتحاد الدولي للشطرنج (الإنجليزية)
- دافيد باراميدزه على موقع مباريات الشطرنج (الإنجليزية)
- دافيد باراميدزه على موقع 365Chess.com (الإنجليزية)
- دافيد باراميدزه على موقع Chesstempo.com (الإنجليزية)
- دافيد باراميدزه سجل أولمبياد الشطرنج على موقع OlimpBase.org (الإنجليزية)